# 5150: Home 4 Tha Sick EP
5150: Home 4 Tha Sick EP è un EP di Eazy-E, pubblicato il 10 dicembre del 1992 dalle etichette discografiche Ruthless Records e Priority Records. L'album ha debuttato alla posizione #70 della Billboard 200 e #15 della Top R&B/Hip-Hop Albums.
Only If You Want It è l'unico singolo dell'album, anche se è stato girato un video anche di Neighborhood Sniper.
L'album ha vinto il Disco d'oro il 9 febbraio del 1993, certificato dalla RIAA.

## Tracce
1. New Year's Evil – 0:49
2. Only If You Want It – 3:03
3. Neighborhood Sniper (feat. Kokane) – 5:14
4. Niggaz My Height Don't Fight – 3:14
5. Merry Muthafuckin Xmas (feat. Menajahtwa, Buckwheat, Dolemite, Will 1X & Atban Klan) – 5:56

## Formazione
- Naughty by Nature – Produttore
- Cold 187um – Produttore
- Bobby "Bobcat" Ervin – Produttore
- Brian "Big Bass" Gardner – Mastering
- Donovan Sound – Tecnico, Mixing
- Dean Karr – Fotografo

## Classifiche
| Classifica (1992)         | Posizione massima |
| ------------------------- | ----------------- |
| Stati Uniti               | 70                |
| Stati Uniti (R&B/hip-hop) | 15                |